# Erythrocoma triflora
Geum triflorum là loài thực vật có hoa trong họ Hoa hồng. Loài này được (Pursh) Greene mô tả khoa học đầu tiên năm 1906.

## Hình ảnh

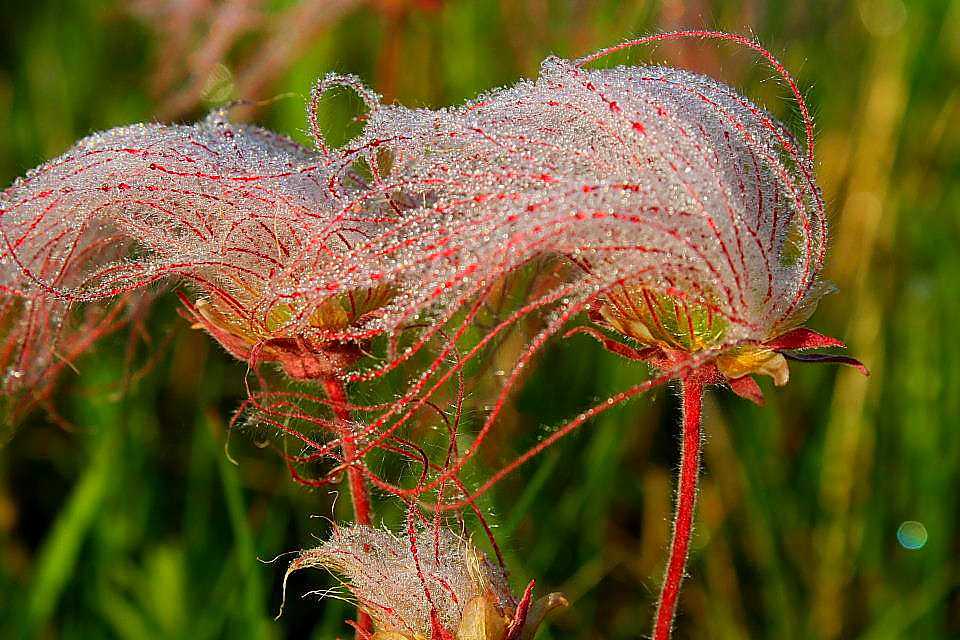
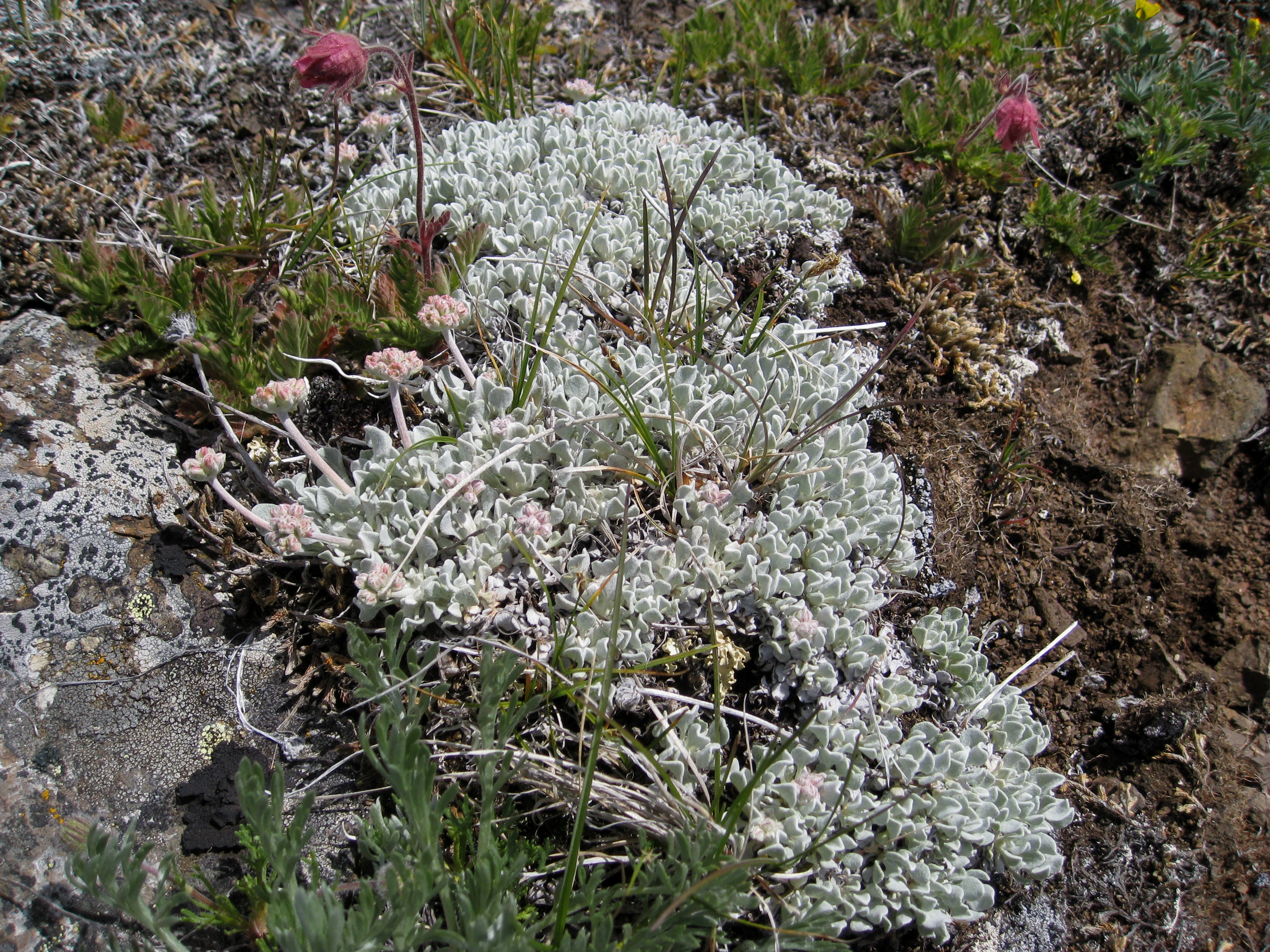
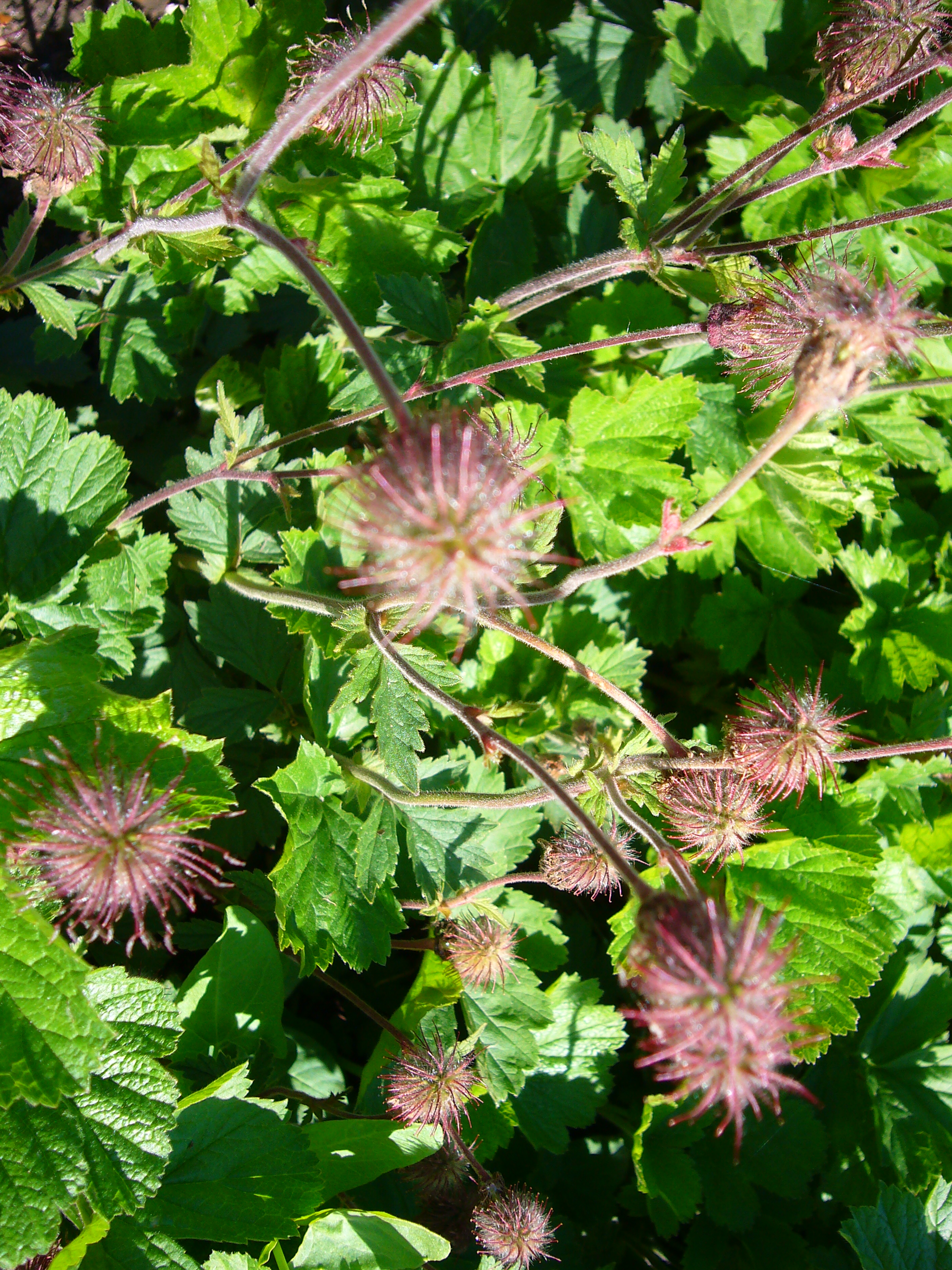
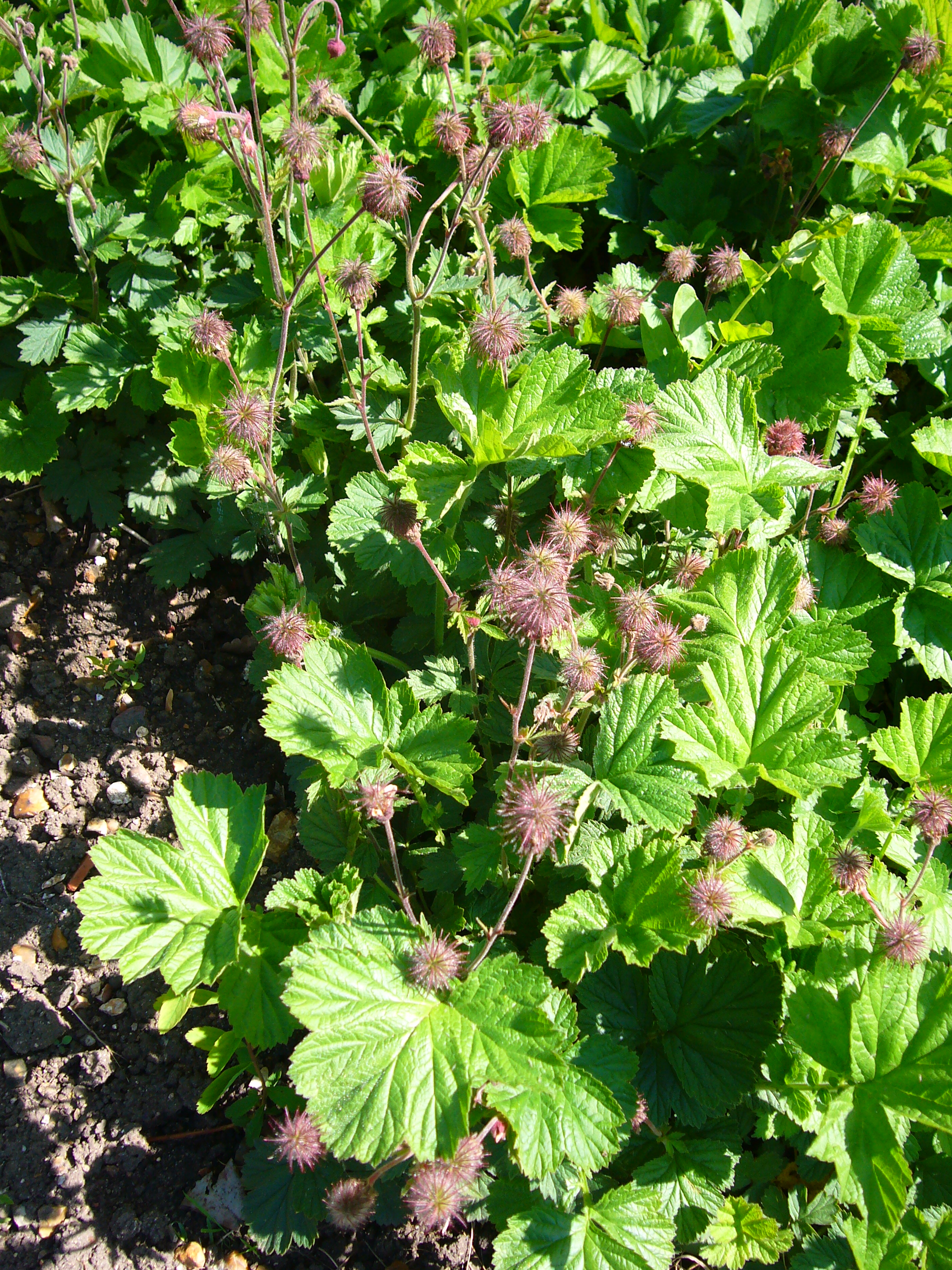